# Клерк, Фредерик Виллем де
Фре́дерик Ви́ллем де Клерк (африк. Frederik Willem de Klerk; 18 марта 1936, Йоханнесбург — 11 ноября 2021, Кейптаун) — южноафриканский государственный и политический деятель, государственный президент ЮАР в 1989—1994 годах, последний белый руководитель страны. Лауреат Нобелевской премии мира 1994 года.

## Биография
Родился 18 марта 1936 года в Йоханнесбурге. Его отец, бывший президент страны Йоханнес де Клерк.
В 1958 году окончил университет Почефструма.
В 1961 году начал адвокатскую практику в Ференихинге.
С 1973 года — профессор университета Почефструма.
В 1972 году — избран депутатом Парламента ЮАР от Ференихинга по списку Национальной партии.
В 1974 году — переизбран депутатом парламента.
1978—1980 — министр шахт, охраны окружающей среды, энергетики ЮАР.
1980—1982 — министр шахт и энергетики ЮАР.
1982—1989 — руководитель отделения Национальной партии в Трансваале.
1982—1984 — министр внутренних дел, министр по делам государственной администрации и статистики.
1984—1986 — министр внутренних дел и национального образования (для белых), председатель Министерского совета Палаты собрания.
В 1989 году возглавил Национальную партию.
С 15 августа 1989 по сентябрь 1989 года — исполняющий обязанности президента ЮАР.
С 14 сентября 1989 по 1994 год — государственный президент ЮАР.
Де Клерк взял курс на привлечение африканцев к управлению страной. В 1990 году освободил из тюрьмы Нельсона Манделу и легализовал Африканский национальный конгресс, Панафриканский конгресс и Коммунистическую партию ЮАР.
В 1991 году были отменены дискриминационные законы о расселении по группам, регистрации населения и «общественной безопасности».
В 1990 году Де Клерк и Мандела начали консультации о новой конституции и в декабре 1991 года созвали конференцию для её подготовки. Переговоры были успешно завершены в феврале 1993 года, когда Де Клерк и Мандела достигли соглашения о создании переходного правительства с участием Национальной партии и Африканского национального конгресса. В 1992 году Де Клерк уволил из армии офицеров, которые подозревались в провоцировании насилия в черных тауншипах, одновременно подписав закон об амнистии всех государственных чиновников, совершивших преступления в период апартеида.
Де Клерк стал первым белым южноафриканским лидером, который нанес визит в Нигерию в апреле 1992 года. В июле 1993 года он вместе с Манделой совершил поездку по США.
В октябре 1993 года Де Клерк и Нельсон Мандела стали лауреатами Нобелевской премии мира.
На первых в Южной Африке демократических выборах 1994 года победу одержал АНК, а Национальная партия получила 21 % голосов, что дало ей право назначить вице-президента ЮАР. Де Клерк был избран вторым вице-президентом Южной Африки (осуществлял свои полномочия в этой должности наряду с Мбеки Табо).
В июне 1996 года он ушёл в отставку, а в августе 1997 года объявил, что оставляет пост главы Национальной партии и уходит из политики.
Скончался 11 ноября 2021 года в Кейптауне после продолжительной борьбы с раком.

### Участие в Агентстве модернизации Украины
3 марта 2015 года Фредерик Виллем де Клерк принял участие в создании Агентства модернизации Украины, созданного по инициативе украинских общественных организаций Федерации работодателей Украины и крупнейших профсоюзных организаций Украины. Задача Агентства модернизации Украины — задействование ведущих мировых экспертов в разработке комплексной программы экономических реформ для Украины и поиск инвестиционных ресурсов для реализации таких реформ.

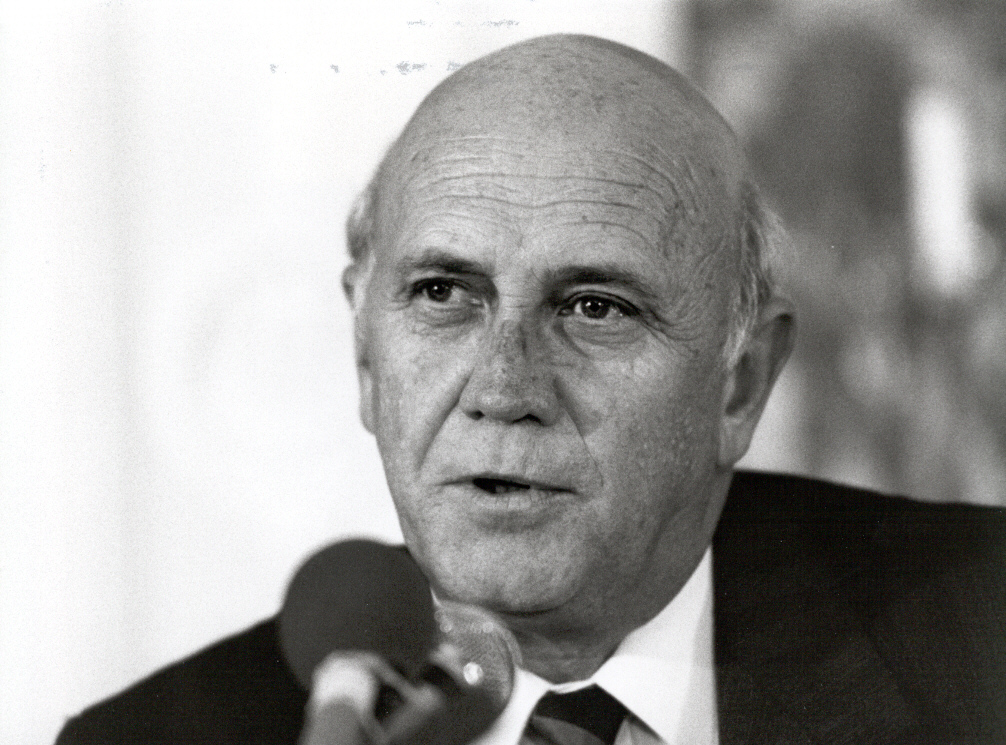
Фредерик Виллем де Клерк в 1990 году

### Личная жизнь
В 1998 году развелся со своей женой Марике, с которой они состояли в браке 38 лет. Вскоре де Клерк женился на своей любовнице Элите Георгиадес, бывшей жене греческого судостроительного магната, помогавшего де Клерку финансами в его политической карьере.
4 декабря 2001 года Марике де Клерк была обнаружена мёртвой в своей собственной квартире в Кейптауне. Следователями было установлено, что смерть имела насильственный характер. Фредерик Виллем де Клерк находился в это время в Стокгольме, Швеция, на праздновании 100-летнего юбилея основания Фонда Альфреда Нобеля, но, узнав о трагедии, объявил о своём немедленном возвращении в ЮАР.
Через два дня, 6 декабря 2001 года, по подозрению в убийстве Марике де Клерк был арестован её 21-летний чернокожий охранник Луянда Мбонисва (англ. Luyanda Mboniswa). 15 мая 2003 года Мбонисва был осуждён на два пожизненных срока тюремного заключения, к которым были добавлены 3 года за незаконное проникновение в жилище Марике де Клерк.

### Критика
Многие белые националисты и сторонники апартеида осудили его за отмену апартеида и за превращение ЮАР из счастливой страны по их мнению в бандитскую страну. Его также осудили правые чёрные националисты и чёрные сторонники апартеида за отмену их республик-бантустанов.

## Награды
- Орден «За заслуги» (ЮАР, 1981)
- Отличие «За выдающиеся заслуги»[англ.] (ЮАР)
- Премия принца Астурийского (1992)
- Филадельфийская медаль Свободы (1993)
- Нобелевская премия мира (1994)
- Орден Мапунгубве в золоте (2 степень) (ЮАР, 2002)[6]